# Іштван Тарлош

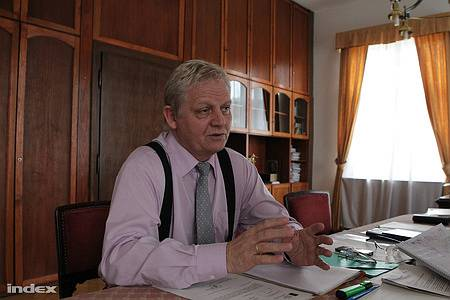
Іштван Тарлош

Іштван Тарлош (угор. Tarlós István; нар. 26 травня 1948, Будапешт) — угорський політик, мер Будапешта з 2010 року. Він був мером Третього району міста (Обуда) у період з 1990 по 2006 рік (як незалежний кандидат). З 2006 року він був головою фракції Фідес — ХДНП у Генеральній Асамблеї муніципалітету Будапешта, і служив політичним лідером ініціативи «Соціальний референдум 2008».